# 坂下麻衣子
坂下 麻衣子（さかした まいこ、1985年2月25日 - ）は、日本の元女子バレーボール選手、指導者。

## 来歴
兵庫県西宮市出身。小学校3年生よりバレーボールを始める。夙川学院高校時代は、インターハイ・国体に出場。武庫川女子大学では、最高到達点302cmの高さから繰り出されるパワフルなスパイクでエースとして、関西大学女子1部リーグ戦優勝に貢献した。2005年ユニバーシアード日本代表。
2007年、JTマーヴェラスへ初の地元出身選手として入部。同年ユニバーシアード日本代表に再び選出。同年10月、ワールドカップ出場候補選手に選出されたが、最終メンバーに残れず出場することはできなかった。
2007-08プレミアリーグ開幕戦でリーグデビュー。第3戦からチーム事情により、本来のレフトからセンターにコンバートされレギュラーに定着。2007-08プレミアリーグ新人賞を受賞した。2008-09プレミアリーグからは本来のオポジットに戻った。
2009年4月、全日本女子代表メンバーに登録され、2009年バレーボール・ワールドグランプリに出場。コート上での闘志とは裏腹に、普段は控えめで恥ずかしがりのところがあるという。ニックネームは、読みが高橋みゆきと同じであったが、当時は高橋が競技から離れタレント活動を主体としていたため、坂下の全日本入りに際しニックネームが変更されることはなかった。
2010年よりチームの主将に就任し、2010-11プレミアリーグと第60回黒鷲旗大会で初優勝を果たした。2012年5月、JTを退部。2013年6月、PFUブルーキャッツに入団。
2016年5月にPFUブルーキャッツを退団、引退した。引退後はチームの事務局として働いている。
2019-20シーズンよりPFUブルーキャッツのコーチを3シーズン務めた。
2022年、母校である武庫川女子大学のバレーボール部監督に就任した。

## 球歴
- 全日本代表 - 2009年、2010年[10]

## 受賞歴
- 2008年 - 2007-08プレミアリーグ 新人賞
- 2008年 - 第50回近畿総合選手権 MVP
- 2011年 - 第53回近畿総合選手権 MVP
- 2012年 - 第61回黒鷲旗大会 ベスト6

## 所属チーム

### 選手
- 鳴尾北小
- 山口中
- 夙川学院高等学校
- 武庫川女子大学
- JTマーヴェラス（2007-2012年）
- PFUブルーキャッツ（2013-2016年）

### 指導者
- PFUブルーキャッツ コーチ（2019-2022年）
- 武庫川女子大学 監督（2022年-）